# Тајгерси Домжале
Тајгерси Домжале су клуб америчког фудбала из Домжала у Словенији. Основани су 2013. године и своје утакмице играју на стадиону Шпортни парк у Домжалама. Такмиче се тренутно у у међународној ЦЕФЛ лиги.